# Takarai Kikaku
Takarai Kikaku, (japonsky 宝井其角, 11. srpna 1661 – 1. dubna 1707), známý i jako Enomoto Kikaku, byl japonský básník, žák Bašóa. 

## Život
V povědomí lidstva žije díky svým haiku, možná nejvíce díky jednomu, které se vypráví v často citované anekdotě o něm a Bašóovi - když se spolu jednoho dne procházeli, Kikaku složil haiku "Červená vážka / utrhni jí křídla / Kyselá třešeň" které Bašó okamžitě změnil na "Kyselá třešeň / přidej jí křídla / Červená vážka"; a pokáral žáka za neznalost faktu, že poezie má k životu přidávat život, nikoli z něj život ubírat. 